# 细辛锦香草
细辛锦香草（学名：Phyllagathis asarifolia）为野牡丹科锦香草属下的一个种。

## 扩展阅读
- 維基物種上的相關：细辛锦香草